# 德克薩斯大學達拉斯分校
德克薩斯大學達拉斯分校（英語：University of Texas at Dallas，經常通稱為UTD，或）成立于1969年，是德州大学系统中近年來最主要扶植的研究型大學之一，也是美国公立大学排名躍升最快的學校之一。德克萨斯大学達拉斯分校位于美国第二大州德克萨斯州的達拉斯市北部的电信走廊。学校主校区离达拉斯市中心18英里。现有学生人数24,544（2015年秋季）。
大学的前身是作为德州仪器的研究机构而创立于1961年的Graduate Research Center for Southwest。1967年改名为Southwest Center for Advanced Studies (SCAS)。1969年，由SCAS的创始人遗赠给德州，由当时的德州州長Preston Smith簽下法案，正式立法成立德州大學達拉斯分校。1975年开始招收本科（大三大四的转学）生。1990开始招收大一新生。
目前，UTD提供超過145種课程，8大學院，並設有超過50個研究中心及機構。在多元的教育及綜合的課程設計下，UTD讓學生能廣泛的涉獵多領域的知識。2011年的資料顯示，UTD的大一学生在數學及閱讀兩項的SAT平均成績為德州公立大學最高。2011年美国新闻与世界报道評鑑UTD 為全美公立大學的一級學校。学校知名的领域和学院包括，商学院，太空科技，工程，纳米技术，计算机科学，听力学，语言病理学，神经科学，自然科学，犯罪学，地理与地质科学，游戏设计，公共政策等。
学校的13支体育队伍在NCAA第三级别的American Southwest Conference竞技比赛。除传统的体育项目外，学校还有优秀的特色的项目包括国际象棋和辩论。
為了讓德州能和其他州的公立大學系統競爭，德州政府決定將德州大學系統內的UT-Dallas發展成繼UT-Austin之後另一所擠進全美前50名的顶尖大學。除了在師資跟經費上大力支持之外，目前對UTD的校園也展開了全面的建設。德州大學達拉斯分校校地面積約445英畝，另外還有265英畝的預備校地即將進行擴張之用。

## 历史

### 成立
大学的前身是创立于1961年的Graduate Research Center for Southwest，作为德州仪器的研究机构。1967年改名为Southwest Center for Advanced Studies (SCAS)。1969年，由SCAS的创始人遗赠给德州，由当时的德州州長Preston Smith簽下法案，正式立法成立德州大學達拉斯分校。1975年以学校只招收研究生。1975年开始招收本科juniors和seniors。1976年春开始发出第一批本科学位。

### 扩建和增长
在学校创立时，整个校园只有一幢建筑（Founders Building）。在接下来10年内，学校开始扩展了几幢新的建筑。而如今的校园面积达到了465英亩（1.88平方公里），另外还有相邻的264英亩（1.07平方公里）作为发展用地。

## 地理位置
UT Dallas位于美国第四大都会区达拉斯-沃斯堡都会区（Dallas-Fort Worth Metroplex, DFW）的核心城区达拉斯市北边的电信走廊的核心区域。在学校周边5英里的范围内（具体在75号高速两侧介于635州际高速和乔治布什高速之间）分布着超过5000家公司，包括约800家高科技公司。比较著名的高科技公司有AT&T、爱立信、Verizon、思科、三星、德州仪器、MetroPCS、雅虎、霍尼威尔以及中国的华为和中兴。DFW也是18家财富世界500强公司的总部所在地，包括艾克森美孚、AT&T、JC Penny、德州仪器、美国航空、西南航空、Dr. Pepper、Radio Shack等。丰田汽车美国总部也决定从2014年夏开始从加州迁到该区域（Plano）。学校优越的地理位置给学校的发展提供了很好的外部条件，包括商业和管理、电子工程、计算机科学、纳米、艺术和技术等专业。众多公司，尤其德州仪器，为UT Dallas的学生提供了大量的实习机会。

## 学术教育

### 排名和声誉
美国新闻与世界报道2019年把UT Dallas列为一类（Tier 1）国家级大学（National Universities），（本科）综合排名129，公立大学中排名61。
在英国泰晤士全球最佳年轻大学排名中，UT Dallas连续2年（2013、2014）排在第15名。2014年有9所美国学校入选，其中UT Dallas名列美国第三。
在2019年的美國新聞與世界報道的研究生專業排名中，UT Dallas的MBA排名全美第38。 2013年的美国新闻与世界报道的研究生专业排名中，UT Dallas的MBA排名全美第37，在所有公立大学中排名第14。在美国新闻与世界报道2012的专业排名中，UTD的听力学排名全美第3，语言病理学排名第11。
在2012年的一个根据学术水章影响力的调查中，UTD的犯罪学排名全球第5。这个结果发表在犯罪司法教育期刊（Journal of Criminal Justice Education）上。
在普林斯顿评论（The Princeton Review）2011年的专业排名中，UTD的游戏设计位列前10位。
在2010年的商业周刊最佳本科商学院排名中，UT Dallas的管理学院的会计和Business Law排第10，商业统计排第1，微积分和可持续发展排第3，金融管理第6，商业道德第7，公司战略国际贸易第9，微观经济学第13，运筹管理第14，市场第19。
在2010年的"学术分析"（Academic Analytics）专业排名中，UTD的地理和地质科学排全美第16，德州第1。

### 学院设置
学校通过其8个学院提供133个专业，包括51个本科专业，62个硕士专业，和30个博士专业。
这8个学院分别是：
- 艺术与人文学院
- 艺术，科技与媒体学院
- 行为及脑科学学院
- 经济、政治与政策学院
- 工程与计算机科学学院 (Erik Jonsson School of Engineering and Computer Science)
- 交叉学科学院
- 管理学院（Naveen Jindal School of Management）
- 自然科学与数学学院

### 研究

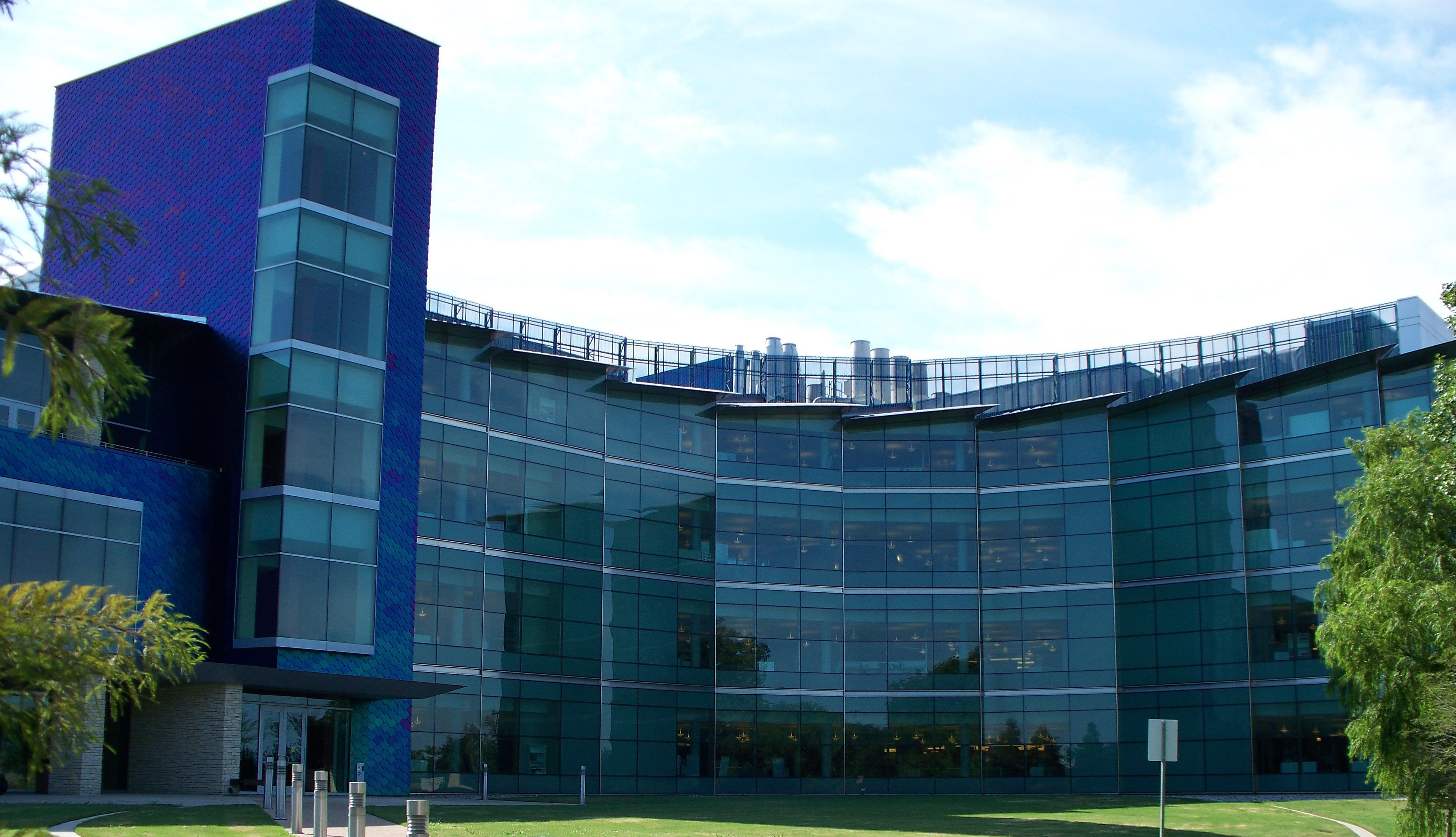
自然科学与工程实验室大楼 (NSERL)

卡内基高等教育基金会 在其2015年的评级中把UT Dallas列为“综合博士级研究型大学”（Comprehensive doctoral research university）和“最高学术研究活动”级别（Highest research activity, Tier One）.  目前全美共有115所大学被列为Tier One.   UT Dallas特色研究领域包括太空科学、纳米科技、工程、计算机科学、自然科学，网络安全、行为及脑科学，生物医学工程, 商业管理， 犯罪学，语言病理学和听力学等。学校研究经费近年来大幅上升。2013年度，UT Dallas的年度研究经费近1亿美元，比2012增长近10%，比2008年增长近70%。UT Dallas拥有超过50个研究院和研究中心，包括；
- Alan MacDiarmid NanoTech Institute - 艾伦·麦克德尔米德纳米技术研究院
- Callier Center for Communication Disorders - Callier语言交流障碍中心
- Center for Brain Health - 脑科学与健康中心
- Center for Vital Longevity
- Texas Analog Center of Excellence - 德州模拟电路中心
- William B. Hanson Center for Space Sciences - William B. Hanson太空科学中心
- Texas Biomedical Device Center - 德州生物医学设备中心

## 体育竞技

UTD体育竞技队伍慧星标志

学校的体育于1998年加入NCAA第三级别的美国西南联盟（American Southwest Conference, ASC），而且于2002年获得联盟的完全会员资格。
学校参与联盟竞技的的体育项目包括篮球、棒球、越野、高尔夫球、英式足球、垒球、网球和排球。
2014年3月，UT Dallas男子篮球队获得美国西南联盟2013-14赛季冠军，并晋级NCAA全国锦标赛（NCAA Tournament）。
除了竞技的体育项目外，学校也有一些休闲娱乐性质的俱乐部活动，包括体操、inline hockey、击剑、板球、racquetball、混合格斗（mixed martial arts）、足球、乒乓球等。

## 知名教授和校友

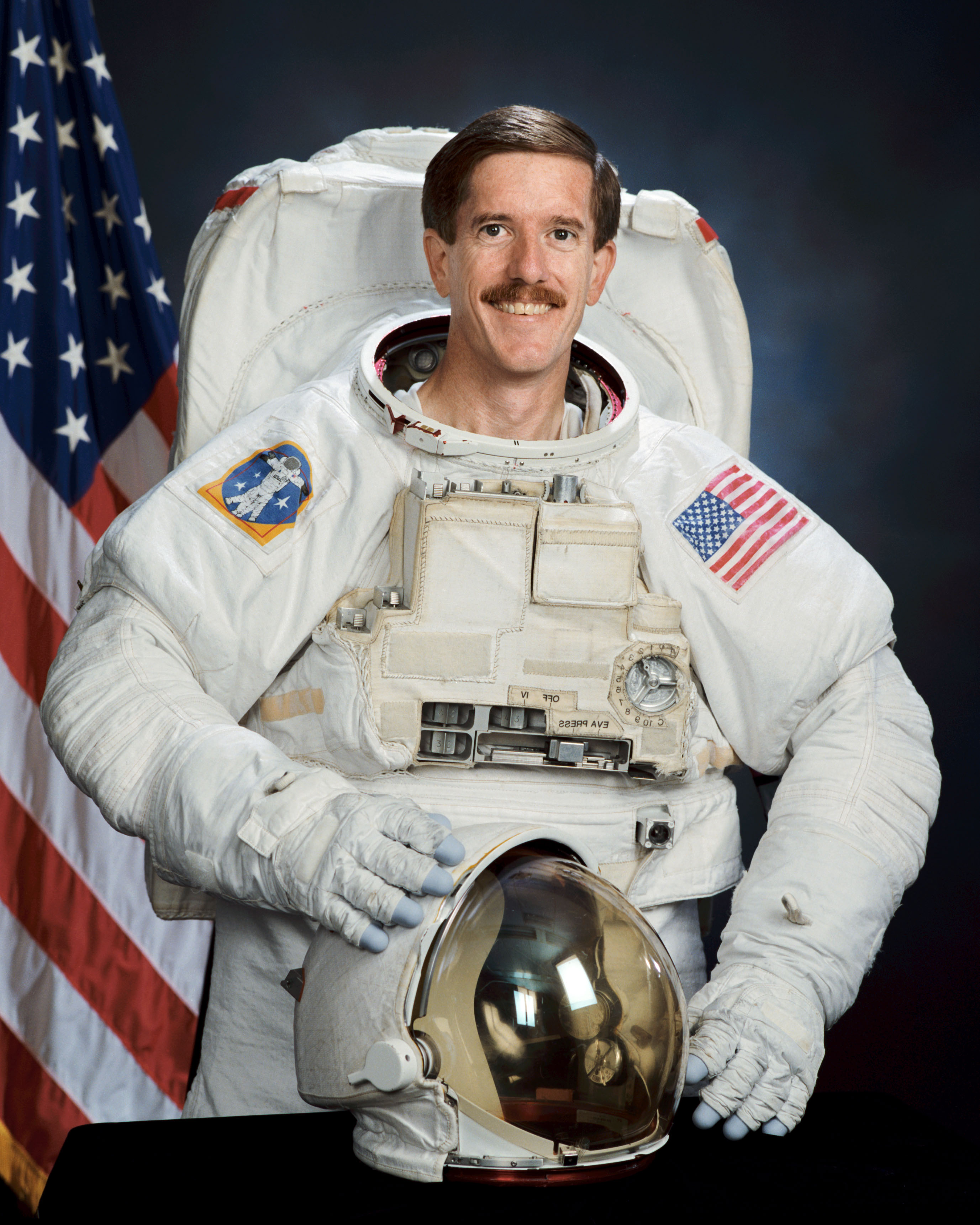
宇航员James F. Reilly

知名教授和校友包括南极探险家、宇航员、美国科学与工程院院士、诺贝尔奖获得者、作家、印度国会议员、世界第一家分子纳米技术公司的创立者等。
UT Dallas教授（含退休）或校友中共有4位诺贝尔奖获得者：波利卡普·库施（1955年，物理）、艾伦·麦克德尔米德（2000年，化学）、拉塞尔·赫尔斯（1993年，物理，2004年加入UT Dallas并创建科学与工程教育中心）, 阿齐兹·桑贾尔 (2015, 化学, 1977年获分子生物学博士）。